# Говорівська сільська рада
Го́ворівська сільська́ ра́да — адміністративно-територіальна одиниця та орган місцевого самоврядування в Віньковецькому районі Хмельницької області. Адміністративний центр — село Говори.

## Загальні відомості
Говорівська сільська рада утворена в 1923 році.
- Територія ради: 33,438 км²
- Населення ради: 1 009 осіб (станом на 2001 рік)
- Територією ради протікають річки Говірка, Ланок

## Населені пункти
Сільській раді були підпорядковані населені пункти:
- с. Говори
- с. Ломачинці

## Склад ради
Рада складалася з 16 депутатів та голови.
- Голова ради: Солоненко Петро Володимирович
- Секретар ради: Іваницька Катерина Павлівна

### Керівний склад попередніх скликань
| Прізвище, ім'я, по батькові   | Основні відомості                                                                       | Дата обрання | Дата звільнення |
| ----------------------------- | --------------------------------------------------------------------------------------- | ------------ | --------------- |
| Білоус Марія Іванівна         | Сільський голова, 1961 року народження, член Української Народної Партії                | 26.03.2006   | 31.10.2010      |
| Солоненко Петро Володимирович | Сільський голова, 1976 року народження, освіта середня спеціальна, член Партії регіонів | 31.10.2010   |                 |

Примітка: таблиця складена за даними сайту Верховної Ради України

### Депутати
За результатами місцевих виборів 2010 року депутатами ради стали:

#### За суб'єктами висування
| Суб'єкт висування                                       | Кількість обраних депутатів | %    |
| ------------------------------------------------------- | --------------------------- | ---- |
| Партія регіонів                                         | 9                           | 56,3 |
| Самовисування                                           | 4                           | 25   |
| Народна партія                                          | 2                           | 12,5 |
| Політична партія Всеукраїнське об'єднання «Батьківщина» | 1                           | 6,3  |

#### За округами
| № округу                                                | Прізвище, ім'я, по батькові    | Дата визнання обраним | Освіта             | Партійна приналежність                        | Відомості про обраного депутата                                       |
| ------------------------------------------------------- | ------------------------------ | --------------------- | ------------------ | --------------------------------------------- | --------------------------------------------------------------------- |
| Народна Партія                                          |                                |                       |                    |                                               |                                                                       |
| 1                                                       | Тимофієва Ольга Іванівна       | 03.11.2010            | середня            | член Народної партії                          | тимчасово не працює                                                   |
| 14                                                      | Назимок Людмила Василівна      | 03.11.2010            | вища               | член Народної партії                          | Говорівський професійний аграрний ліцей, викладач                     |
| Партія регіонів                                         |                                |                       |                    |                                               |                                                                       |
| 5                                                       | Балій Іван Миколайович         | 03.11.2010            | середня            | член Партії регіонів                          | Говорівський ліцей, охоронець                                         |
| 6                                                       | Никитенко Валентина Іванівна   | 03.11.2010            | середня            | член Партії регіонів                          | тимчасово не працює                                                   |
| 7                                                       | Швед Тетяна Василівна          | 03.11.2010            | середня спеціальна | член Партії регіонів                          | Ломасинецький фельдшерсько-акушерський пункт, завідувачка             |
| 8                                                       | Крук Олександр Григорович      | 03.11.2010            | середня спеціальна | член Партії регіонів                          | Говорівський професійний аграрний ліцей, майстер виробничого навчання |
| 9                                                       | Грицак Володимир Федорович     | 03.11.2010            | середня            | член Партії регіонів                          | тимчасово не працює                                                   |
| 10                                                      | Півторак Сергій Іванович       | 03.11.2010            | середня            | член Партії регіонів                          | ТОВ "СТІОМІ - Холдінг", тракторист                                    |
| 11                                                      | Гайбури Володимир Михайлович   | 03.11.2010            | середня            | член Партії регіонів                          | тимчасово не працює                                                   |
| 12                                                      | Цісар Анатолій Миколайович     | 03.11.2010            | середня            | член Партії регіонів                          | ТОВ "СТІОМІ - Холдінг", тракторист                                    |
| 13                                                      | Підлісний Анатолій Григорович  | 03.11.2010            | середня            | член Партії регіонів                          | ТОВ "СТІОМІ - Холдінг", тракторист                                    |
| Політична партія Всеукраїнське об’єднання "Батьківщина" |                                |                       |                    |                                               |                                                                       |
| 16                                                      | Капелян Людмила Миколаївна     | 03.11.2010            | середня спеціальна | член Всеукраїнського об’єднання "Батьківщина" | Говорівська сільська рада, бухгалтер в дикретній відпустці            |
| Самовисування                                           |                                |                       |                    |                                               |                                                                       |
| 2                                                       | Іваницька Катерина Павлівна    | 03.11.2010            | вища               | позапартійна                                  | Говорівська сільська рада, секретар                                   |
| 3                                                       | Зелінський Анатолій Михайлович | 03.11.2010            | середня            | позапартійний                                 | тимчасово не працює                                                   |
| 4                                                       | Дехтяр Тетяна Іванівна         | 03.11.2010            | середня            | позапартійна                                  | Говорівський дошкільний навчальний заклад, помічник вихователя        |
| 15                                                      | Швець Петро Захарович          | 03.11.2010            | середня            | позапартійний                                 | пенсіонер                                                             |